# Manuel César de Góis Monteiro
Manuel César de Góis Monteiro (São Luís do Quitunde, 26 de junho de 1891 — 21 de agosto de 1963) foi um militar, médico e político brasileiro. Formado em medicina pela Faculdade de Medicina de Paris, especializou-se em urologia.
Foi general do exército brasileiro, deputado federal de 1933 a 1934, e senador da República de 1935 a 1937, compondo uma minoria no meio militar que apoiava Getúlio Vargas.
Exerceu também funções diplomáticas, tendo ocupado o cargo de embaixador do Brasil em Cuba e na França.
Era membro da tradicional família brasileira do Alagoas, de atuação marcante nos interesses públicos, os Góis Monteiro, filho do médico Pedro Aureliano Monteiro dos Santos e de Constança Cavalcanti de Góis Monteiro. 
Quatro de seus irmãos também obtiveram destaque em cargos públicos. Pedro Aurélio de Góis Monteiro participou da Revolução de 1930 como comandante militar, além de ter sido Ministro de Guerra em dois momentos (1934-1935 e 1945-1946), chefe do Estado-Maior do Exército (1937-1943), senador de Alagoas (1947-1951), chefe do Estado Maior das Forças Armadas (1951-1952) e ministro do Superior Tribunal Militar (1952-1956); Ismar de Góis Monteiro também trilhou a carreira militar, tendo sido interventor federal em Alagoas (1941-1945) e eleito senador do mesmo estado, onde atuou na construção da Assembleia Nacional Constituinte (1946) e das duas legislaturas ordinárias subsequentes; Edgar de Góis Monteiro também foi interventor federal em Alagoas (1945) enquanto que o irmão Silvestre Péricles de Góis Monteiro fez parte da bancada do estado de Alagoas na Constituinte de 1946, foi governador (1947-1951) e senador (1959-1967) do estado. 
Após o término do período escolar, cursado no Ginásio Alagoano, Gois iniciou seus estudos na Faculdade de Medicina da Bahia, tendo adquirido seu diploma no final do ano de 1912. Durante seu período como aluno, contribuiu para o Jornal de Alagoas, além de revistas do ramo da ciência. Em seu segundo ano na faculdade, passou a integrar, através de concurso, o Corpo de Saúde do Exército, tornando-se, assim, primeiro tenente. Foi sob esse posto que fez parte da represália à Revolta do Contestado. 
Góis Monteiro ascendeu ao cargo de capitão do exército em outubro de 1920 e, posteriormente, a major, no início de 1924. Ele lutou contra a revolta flamejada em guarnições militares da capital paulista em julho do mesmo ano, rivalizando diante do governo do então presidente do Brasil Artur Bernardes. Os revoltosos, guiados por Isidoro Dias Lopes, tomaram a região metropolitana por um período de três semanas, porém, perseguidos pelas forças do exército, moveram-se para a região oeste do Paraná, local onde, em abril de 1925, juntaram-se a agrupamentos do Rio Grande do Sul que também haviam sido sublevados de modo a conceber a Coluna Miguel-Costa Prestes.
Ao final da década de 1920, Góis teve participação em diferentes congressos internacionais de medicina, que aconteceram no Velho Continente, onde terminou sua especialização em urologia. Sete anos depois, representou as forças militares do Brasil no IV Congresso de Medicina e Farmácia Militar. Em 1928, foi mandado à uma conferência internacional da Cruz Vermelha, tendo realizado o mesmo feito dois anos depois, em Bruxelas.
No ano de 1932, foi nomeado por José Américo de Almeida, ministro da Viação e Obras Públicas, para ser o chefe na missão da Cruz Vermelha do Brasil para socorrer aos flagelados, da seca que assolava o Nordeste.
Pouco tempo depois, foi agregado ao serviço de saúde das tropas, que no comando de seu irmão, combateram entre os meses de julho e outubro a Revolução Constitucionalista de São Paulo.
Em 1º de fevereiro de 1933, foi promovido a tenente-coronel. Manuel César começou suas atividades políticas no período que antecedeu as eleições para a Assembleia Nacional Constituinte, que foram convocadas pelo Governo Provisório, de Getúlio Vargas, para maio daquele ano. 
Junto com o interventor federal, o capitão Francisco Afonso de Carvalho, em Alagoas foi um dos fundadores do Partido Nacional do Alagoas, legenda, em que conseguiu se eleger deputado. O partido conseguiu compor a totalidade da bancada do estado na Constituinte, em 15 de novembro de 1933. 
Foi um dos 26 integrantes da Comissão Constitucional, que foi encarregada de estudar o anteprojeto proposto pelo governo e as emendas para ele apresentadas. Manuel César e Nero de Macedo foram escolhidos os relatores dos capítulos a respeito da reunião e a defesa nacional. 
  

Manuel César foi integrante do grupo de parlamentares que, representando a Assembleia Constituinte visitou Getúlio Vargas para cumprimentá-lo pelo decreto em maio de 1934, da anistia aos revolucionários de São Paulo de 1932. 